# Pareutetrapha eximia
Pareutetrapha eximia är en skalbaggsart som först beskrevs av Bates 1884.  Pareutetrapha eximia ingår i släktet Pareutetrapha och familjen långhorningar. Inga underarter finns listade i Catalogue of Life.